# Мохамед Алі Махжубі
Мохамед Алі Махжубі (араб. محمد علي المحجوبي, фр. Mohamed Ali Mahjoubi, нар. 28 грудня 1966, Туніс) — туніський футболіст, що грав на позиції півзахисника за клуби «Ла-Марса», «Айнтрахт» (Брауншвейг) та «Есперанс», а також за національну збірну Тунісу.

## Клубна кар'єра
У дорослому футболі дебютував 1984 року виступами за команду «Ла-Марса», в якій провів сім сезонів.
Протягом 1991—1993 років грав у Німеччині, де захищав кольори «Айнтрахта» (Брауншвейг) у Другій Бундеслізі.
1993 року повернувся на батьківщину, де приєднався до клубу «Есперанс», за який відіграв заключні три сезони своєї ігрової кар'єри.

## Виступи за збірні
1985 року залучався до складу молодіжної збірної Тунісу.
Того ж 1985 року дебютував в офіційних матчах у складі національної збірної Тунісу. У складі збірної був учасником Кубка африканських націй 1994 року у Тунісі. Загалом протягом 11 років, провів у формі національної команди 82 матчі, забивши 16 голів.
1988 року у складі олімпійської збірної Тунісу провів три гри в рамках футбольного турніру на Олімпійських іграх 1988 року в Сеулі.